# Niphona plagiata
Niphona plagiata là một loài bọ cánh cứng trong họ Cerambycidae.